# 天竺浪人
天竺 浪人（てんじく ろうにん）は、主に成人向け漫画を執筆している日本の漫画家。
緻密なストーリー構成と表現力に定評がある。本名・生年月日は不詳(『淫夜行路』のおまけ漫画では自身を4X歳としている)。熊本県生まれ(『肉の塔』の後書きから)。
『漫画ホットミルク』1991年7月号（白夜書房）に掲載された『EYES OF THEM』でデビュー。デビュー当時は妖しい画風で悪夢めいた陰鬱な物語が多かったが、次第にダーク系、鬼畜系からストレートなエロ、コミカルな作品まで多くの引き出しを持つようになった。
2013年、単行本『淫夜行路』の後書きにて成年漫画からの引退を明らかにしたが、2017年、『コミックマグナム』（ジーオーティー）で復帰している。

## 作品リスト
- 『Pictures』（1994年、白夜書房）
- 『対の踊り子たち』（1994年、白夜書房）
- 『薊の子ら』全2巻 （1995年、コアマガジン）
- 『澱』（1996年、コアマガジン）
- 『星に願いを』全2巻 （1997年 - 1998年、ワニマガジン）
- 『Wild Flower』 （1997年、三和出版）
- 『Lost』全2巻　（1999年 - 2000年、三和出版）
- 『桜色の肖像』（2000年、コアマガジン）
- 『黒日夢』（2000年、三和出版）
- 『Cross』（2000年、ワニマガジン）
- 『Angel Witch』（2002年、ワニマガジン）
- 『Love Bites』（2002年、三和出版）
- 『Blind』（2002年、ワニマガジン）
- 『After S』（2002年、ワニマガジン）
- 『Dress Moon』（2004年、コアマガジン）
- 『繭』（2005年、三和出版）
- 『Day Break』（2006年、三和出版）
- 『姫ごよみ』（2006年、コアマガジン）
- 『妄獣』（2006年、コアマガジン）
- 『あなたがそれをのぞむなら』（2007年、コアマガジン）
- 『Paradise Lost』（2008年、コアマガジン）
- 『凌鬼の刻-アルカイックエンジェル-』（2009年、マガジン・マガジン）
- 『泉さんの季節』（2010年、コアマガジン）
- 『凌鬼の果-アルカイックエンジェル-』（2010年、マガジン・マガジン）
- 『穢夢への供物』（2012年、マガジン・マガジン）
- 『淫夜行路』（2013年、マガジン・マガジン）
- 『淫姿花伝』（2014年、マガジン・マガジン）
- 『肉の塔』（2017年、ジーオーティー）
- 『穢夢の遺産』（2019年、三和出版）
- 『少女痴獄』（2021年、三和出版）
- 『隣の影の少女』（2023年、三和出版）